# Isaac Comnè de Xipre
Isaac Comnè (v.1155 – 1195/1196) fou autoproclamat governant de Xipre des del 1184 i va declarar aquesta illa independent, que fins al moment era una província de l'Imperi Romà d'Orient. Fou deposat per Ricard Cor de Lleó el 1191, a causa d'un conflicte per la família i els diners del rei anglès.

## Orígens familiars
La seva mare es deia Irene Comnè i era filla del príncep Isaac Comnè i neta de l'emperador romà d'Orient Joan II Comnè. El seu pare era un membre de la família Ducas Camaters, de nom desconegut. Com era tradició, Isaac va adoptar el cognom del progenitor amb més rang, la seva mare.
A la mort de l'emperador Joan II Comnè, l'any 1143, el tron en lloc de passar al seu tercer fill que era el més gran dels fills supervivents, Isaac, va passar al seu fill menor Manuel. Isaac va acceptar estar al servei del seu germà amb el títol de sebastocràtor; es va casar amb Teodora Camaterina († 1144), que li va donar una filla anomenada Irene, entre altres fills. Aquesta Irene va ser la mare d'Isaac de Xipre.

## Governador d'Isàuria
Isaac es va casar amb una princesa armènia. L'emperador Manuel el va nomenar governador d'Isàuria i de la ciutat de Tars, des d'on va encetar una guerra per conquerir el Regne d'Armènia Menor, però va ser capturat pels enemics. Com que l'emperador Manuel havia mort el 1180, ningú es va preocupar gaire per ell i va tenir un llarg captiveri. Finalment la seva tia, Teodora Comnena, reina consort de Jerusalem, va convèncer el nou emperador, Andrònic I Comnè, de contribuir al pagament del rescat. Constantí Macroducas, amic de la infantesa d'Isaac també va col·laborar en el pagament. Uns cavallers templers, que l'historiador Nicetes Coniata anomena els Phreri, també van aportar diners.

## Governant de Xipre
Els armenis van alliberar Isaac el 1185, però cansat d'estar al servei de l'emperador, amb els diners que havien sobrat del rescat va llogar una colla de mercenaris i va salpar cap a Xipre. Allà va presentar uns papers falsificats on hi havia ordres d'obeir-lo i es va fer amb el govern de l'illa.
Quan la noticia va arribar a l'emperador Andrònic va manar que l'arrestessin a ell i a Constantí Macroducas per traïció. Isaac va assegurar a l'emperador que no volia fer el territori independent, sinó que només volia tenir el càrrec de govern que es mereixia. Llavors un endeví es va presentar a la cort romana d'Orient i va dir a Andrònic que algú relacionat amb la lletra «I» l'enderrocaria; l'emperador va pensar que es tractava d'Isaac. El dia del judici, 30 de maig del 1185, mentre uns oficials els portaven a presència de l'emperador, el primer ministre Esteve Hagiochristophorites va incitar la multitud perquè els apedreguessin. Isaac va aconseguir fugir i va crear un patriarcat independent a Xipre, on es va coronar com a emperador.
Una revolta va esclatar a Constantinoble el 12 de setembre, Andrònic va ser deposat i en el seu lloc Isaac II Àngel es va proclamar emperador. Aquest va preparar una flota de 70 vaixells per recuperar Xipre. La flota va arribar a la costa xipriota però abans de desembarcar un pirata anomenat Margaritone de Bríndisi, contractat pel rei Guillem II de Sicília, els va capturar.
Poc després de la seva coronació com a emperador de Xipre, Isaac, es va dedicar a robar per tota l'illa i raptar dones per al seu plaer. Nicetes Coniata el descriu com un home cruel, irascible. En una ocasió, empès per un rampell d'ira va fer tallar-li el peu al qui havia estat el seu mestre Basili Pentakenos.

## La Tercera Croada

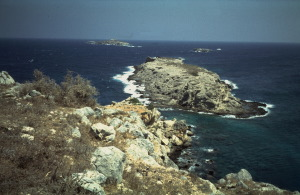
El cap Apostolos Andreas, on va ser capturat.

El 1189 un grup de vaixells de croats que anaven cap a Terra Santa, en resposta a la crida del papa per la Tercera Croada, quan una tempesta els va dispersar. El vaixell on viatjaven Joana, la germana de Ricard Cor de Lleó, i la seva promesa Berenguera de Navarra va fer cap a la costa de Xipre; en aquesta nau també anaven els diners per pagar els soldats de l'exèrcit de Ricard. Isaac les va retenir com a ostatges.
Quan Ricard va saber on eren i el que havia passat va salpar cap a Lemesos (Limassol), on va arribar l'1 de maig del 1191 i va demanar a Isaac que alliberés els presoners i li retornés els diners. Isaac s'hi va negar, llavors Ricard va fer desembarcar les tropes i es va apoderar de Limassol. Altres prínceps procedents de Jerusalem també van arribar a Limassol i es van posar a favor de Ricard, un d'ells Guiu de Lusignan.
Els magnats de l'illa van abandonar Isaac i van oferir a Ricard de fer les paus. El mateix Isaac va oferir unir-se a ell en la croada i donar-li la seva filla perquè la casés amb el cavaller que cregués convenient, però mentre Ricard s'ho pensava Isaac va provar de fugir. Llavors Ricard va conquerir tota l'illa i l'1 de juny, Isaac es va rendir i va ser arrestat amb cadenes de plata, perquè Cor de Lleó li havia promès que no faria servir ferro amb ell. Ricard va nomenar governants a Ricard de Camville i Robert de Thornham. Més tard va vendre l'illa als templers i el 1192 a Guiu de Lusignan.
Isaac va romandre al cap Apostolos Andreas, a l'extrem nord de l'illa. Els hospitalers el van traslladar a la fortalesa de Margat, a prop de Trípoli.
Quan acabada la Tercera Croada, Ricard va ser fet presoner pel duc Leopold V d'Àustria, una part de les condicions per ser alliberat era que s'alliberés Isaac Comnè, el qual era parent de la mare del duc.
Després de ser alliberat, Isaac va viatjar al Soldanat de Rum on cercà suport contra l'emperador romà d'Orient Aleix III Àngel, que s'havia coronat el 1195, tanmateix la seva ambició es va veure truncada, ja que va morir enverinat el 1195 o 1196.

## La filla d'Isaac
Les fonts documentals no diuen el nom de la seva filla, només és esmentada com "la damisel·la de Xipre". Quan el seu pare fou deposat va ser acollida entre les altres dames que viatjaven amb Ricard Cor de Lleó i, acabada la croada, va marxar amb elles a la cort anglesa. El 1194, com a part de les condicions de rescat del rei Ricard, va passar a cura de Leopold d'Àustria.
Més tard va viure a Provença. El 1202 es va casar amb Thierry, un fill il·legítim de Balduí I de Constantinoble, quan encara era comte de Flandes. El 1204 ella i el seu marit van marxar amb els guerrers de la Quarta Croada i van provar de reclamar el govern de Xipre, com a hereus, però no ho van aconseguir i van fugir a Armènia.